# Eredivisie Cup 2023/24
De vijfde editie van de Eredivisie Cup werd gespeeld op 15 mei en eindigt met een finalewedstrijd op vrijdag 24 mei 2024. Vorig seizoen won FC Twente haar derde titel na het verslaan van Ajax. Ook dit seizoen was FC Twente de winnaar van de beker. Zij werden voor de vierde keer winnaar van het toernooi, door PSV in blessuretijd te verslaan met 3–2.

## Opzet
De opzet van het toernooi is vrijwel gelijk gebleven aan dat van de vorige editie. De landskampioen en de drie winnaars van de periodetitels (elke tien wedstrijden in de Eredivisie) spelen via knock-outwedstrijden om de winst. Indien de kampioen ook een periodetitel heeft gewonnen, zal het als best geklasseerde team in de eindstand (dat geen periodetitel heeft of op een andere manier al deelneemt aan de Eredivisie Cup) het ticket van die periode overnemen.

## Speeldata
| Halve finale         | Finale              |
| -------------------- | ------------------- |
| woensdag 15 mei 2024 | vrijdag 24 mei 2024 |

## Deelnemers
| Periode           | Winnaar         |
| Kampioen          | Kampioen        |
| ----------------- | --------------- |
| –                 | FC Twente       |
| Periodekampioenen |                 |
| 1.                | Fortuna Sittard |
| 2.                | PSV             |
| 3.                | Ajax            |

## Wedstrijden

### Halve finale
|                                |                   |              |                                            |                                 |
| Halve finale 15 mei 2024 19.30 | Ajax              | 1 – 2 (n.v.) | PSV                                        | Stadion: De Toekomst, Amsterdam |
| Halve finale 15 mei 2024 19.30 | Tiny Hoekstra 78' |              | 89' Veerle Buurman 97' (pen.) Joëlle Smits | Stadion: De Toekomst, Amsterdam |
| Halve finale 15 mei 2024 19.30 |                   |              |                                            | Stadion: De Toekomst, Amsterdam |
| Halve finale 15 mei 2024 19.30 |                   |              |                                            | Stadion: De Toekomst, Amsterdam |
|                                |                   |              |                                            |                                 |

|                                |                                                         |       |                 |                                |
| Halve finale 15 mei 2024 19.30 | FC Twente                                               | 3 – 0 | Fortuna Sittard | Stadion: Het Diekman, Enschede |
| Halve finale 15 mei 2024 19.30 | Renate Jansen 4' Kayleigh van Dooren 41' Marit Auée 56' |       |                 | Stadion: Het Diekman, Enschede |
| Halve finale 15 mei 2024 19.30 |                                                         |       |                 | Stadion: Het Diekman, Enschede |
| Halve finale 15 mei 2024 19.30 |                                                         |       |                 | Stadion: Het Diekman, Enschede |
|                                |                                                         |       |                 |                                |

### Finale
|                                   |                                                                |               |                                          |                                                                 |
| 24 mei 2024 Finale Eredivisie Cup | FC Twente                                                      | 3 – 2 (1 – 0) | PSV                                      | Sportpark Schreurserve, Enschede Scheidsrechter: Wendy Gijsbers |
| 24 mei 2024 Finale Eredivisie Cup | Jaimy Ravensbergen 14' Ella Peddemors 86' Lieske Carleer 90+4' |               | 71' (pen.) Joëlle Smits 75' Nina Nijstad | Sportpark Schreurserve, Enschede Scheidsrechter: Wendy Gijsbers |

| FC Twente | PSV |

| Eredivisie Cup 2023/24 | Eredivisie Cup 2023/24 | Eredivisie Cup 2023/24 |
| ---------------------- | ---------------------- | ---------------------- |
| FC Twente Vierde titel |                        |                        |

## Statistieken

#### Doelpuntenmaaksters
2 doelpunten
- Joëlle Smits (PSV)

1 doelpunt
- Tiny Hoekstra (Ajax)
- Veerle Buurman (PSV)
- Nina Nijstad (PSV)
- Marit Auée (FC Twente)
- Lieske Carleer (FC Twente)
- Kayleigh van Dooren (FC Twente)
- Renate Jansen (FC Twente)
- Ella Peddemors (FC Twente)
- Jaimy Ravensbergen (FC Twente)

## Voetnoten
2019/20 · 2020/21 · 2021/22 · 2022/23 · 2023/24 · 2024/25